# Tamara Tilinger
Tamara Tilinger (n. 14 februarie 1989, în Székesfehérvár) este o handbalistă maghiară care joacă pentru Fehérvár KC pe postul de coordonator. În trecut, ea a fost și componentă a echipei naționale a Ungariei. 
Tilinger a debutat în selecționata Ungariei într-un meci internațional pe 30 mai 2010, împotriva Azerbaidjanului.

## Palmares
- Nemzeti Bajnokság I:
  - Medalie de argint: 2008

- Magyar Kupa:
  - Medalie de argint: 2008
  - Medalie de bronz: 2011

- Cupa EHF:
  - Semifinalistă: 2008, 2014

- Campionatul Mondial Universitar:
  -  Câștigătoare: 2010